# Communauté de communes du Serein
La Communauté de Communes du Serein est une communauté de communes française, située dans le département de l'Yonne en région Bourgogne-Franche-Comté.

## Historique
Cette communauté de communes est créée le 1er janvier 2014, sous le nom de Communauté de Communes de la haute vallée du Serein, Nucérienne et Terre Plaine, par fusion des communautés de communes de la haute vallée du Serein, de la Terre Plaine et Nucérienne, à l'exception des trois communes de Sainte-Magnance, Cussy-les-Forges et Athie, qui adhérent à la Communauté de Communes Avallon - Vézelay - Morvan, nouvellement créée.
Lors de la première assemblée communautaire, le 7 janvier 2014, les délégués décident de renommer l'intercommunalité. Ainsi, le 23 avril 2014, elle prend son nom actuel de communauté de communes du Serein.
Le 1er janvier 2019, la commune nouvelle de Guillon-Terre-Plaine est née de la fusion des ex-communes de Cisery, Guillon, Sceaux, Trévilly et Vignes.

## Composition
La communauté de communes est composée des 35 communes suivantes :

| Nom                         | Code Insee | Gentilé        | Superficie (km2) | Population (dernière pop. légale) | Densité (hab./km2) |
| --------------------------- | ---------- | -------------- | ---------------- | --------------------------------- | ------------------ |
| L'Isle-sur-Serein (siège)   | 89204      | Isliens        | 4,44             | 664 (2022)                        | 150                |
| Angely                      | 89008      | Angéliens      | 8,62             | 152 (2022)                        | 18                 |
| Annay-sur-Serein            | 89010      | Annaysiens     | 27               | 203 (2022)                        | 7,5                |
| Annoux                      | 89012      | Annouxois      | 8,97             | 84 (2022)                         | 9,4                |
| Bierry-les-Belles-Fontaines | 89042      | Bierrais       | 26,9             | 154 (2022)                        | 5,7                |
| Blacy                       | 89043      |                | 9,06             | 99 (2022)                         | 11                 |
| Censy                       | 89064      | Centiens       | 4,86             | 54 (2022)                         | 11                 |
| Châtel-Gérard               | 89092      | Castegérardins | 30,67            | 199 (2022)                        | 6,5                |
| Coutarnoux                  | 89128      | Arnulphiens    | 8,68             | 131 (2022)                        | 15                 |
| Dissangis                   | 89141      |                | 7,33             | 119 (2022)                        | 16                 |
| Étivey                      | 89161      | Étivéens       | 28,02            | 186 (2022)                        | 6,6                |
| Fresnes                     | 89183      |                | 4,97             | 62 (2022)                         | 12                 |
| Grimault                    | 89194      | Grimaldins     | 23,77            | 111 (2022)                        | 4,7                |
| Guillon-Terre-Plaine        | 89197      |                | 48,49            | 712 (2022)                        | 15                 |
| Jouancy                     | 89207      |                | 5,94             | 28 (2022)                         | 4,7                |
| Joux-la-Ville               | 89208      | Joutiats       | 43,81            | 1 164 (2022)                      | 27                 |
| Marmeaux                    | 89244      | Marcomaniens   | 10,76            | 84 (2022)                         | 7,8                |
| Massangis                   | 89246      | Massangicois   | 43,35            | 337 (2022)                        | 7,8                |
| Môlay                       | 89259      | Môlaisiens     | 12               | 100 (2022)                        | 8,3                |
| Montréal                    | 89267      |                | 7,41             | 166 (2022)                        | 22                 |
| Moulins-en-Tonnerrois       | 89271      |                | 15,13            | 108 (2022)                        | 7,1                |
| Noyers                      | 89279      | Nucériens      | 35,66            | 590 (2022)                        | 17                 |
| Pasilly                     | 89290      | Pasiens        | 9,99             | 50 (2022)                         | 5                  |
| Pisy                        | 89300      | Piciens        | 12,08            | 80 (2022)                         | 6,6                |
| Précy-le-Sec                | 89312      | Précyats       | 15,76            | 238 (2022)                        | 15                 |
| Saint-André-en-Terre-Plaine | 89333      | Saint-Andréens | 14,26            | 159 (2022)                        | 11                 |
| Sainte-Colombe              | 89339      |                | 18,48            | 185 (2022)                        | 10                 |
| Sainte-Vertu                | 89371      | Vertugadins    | 14,36            | 67 (2022)                         | 4,7                |
| Santigny                    | 89375      |                | 9,35             | 88 (2022)                         | 9,4                |
| Sarry                       | 89376      |                | 25,64            | 134 (2022)                        | 5,2                |
| Sauvigny-le-Beuréal         | 89377      |                | 4,82             | 67 (2022)                         | 14                 |
| Savigny-en-Terre-Plaine     | 89379      |                | 8,69             | 139 (2022)                        | 16                 |
| Talcy                       | 89406      |                | 6,88             | 83 (2022)                         | 12                 |
| Thizy                       | 89412      |                | 5,55             | 184 (2022)                        | 33                 |
| Vassy-sous-Pisy             | 89431      |                | 7,45             | 62 (2022)                         | 8,3                |

## Politique et administration
Le siège de la communauté de communes est situé à L'Isle-sur-Serein au 1, Place Saint Georges.

### Conseil communautaire
L'intercommunalité est gérée par un Conseil Communautaire composé de 49 délégués titulaires issus de chacune des communes membres et élus pour une durée de six ans, coïncidant ainsi avec les échéances des scrutins municipaux.
Les délégués sont répartis comme suit :
| Nombre de délégués | Communes |
| ------------------ | --- |
| 7                  | Joux-la-Ville |
| 4                  | Guillon-Terre-Plaine |
| 3                  | L'Isle-sur-Serein, Noyers-sur-Serein |
| 1                  | Angely, Annay sur Serein, Annoux, Bierry-les-Belles-Fontaines, Blacy, Censy, Châtel-Gérard, Coutarnoux, Dissangis, Étivey, Fresnes, Grimault, Jouancy, Marmeaux, Massangis, Môlay, Montréal, Moulins-en-Tonnerrois, Pasilly, Pisy, Précy-le-Sec, Saint-André-en-Terre-Plaine, Sainte-Colombe, Sainte-Vertu, Santigny, Sarry, Sauvigny-le-Beuréal, Savigny-en-Terre-Plaine, Talcy, Thizy, Vassy-sous-Pisy |

Lors des trois mois séparant la création de la Communauté de Communes des élections municipales de 2014, la transition est assurée par les délégués communautaires des anciennes Communautés de Communes.

### Présidence
Le conseil communautaire élit un président pour une durée de six ans. La présidence, pendant la période entre la création de l'intercommunalité et la désignation des nouveaux délégués communautaires, est assurée par Michel Faure, ancien président de la Communauté de Communes de la haute vallée du Serein, qui est la plus importante des anciennes communautés de communes en  nombre de communes. Après cette échéance, c'est Claudie Champeaux qui devient la première présidente élue de la Communauté de Communes, le 16 avril 2014.
Le 15 juillet 2020, Xavier Courtois est élu président de la Communauté de Communes. 
| Période                                  | Période      | Identité          | Étiquette | Qualité                                                  |
| ---------------------------------------- | ------------ | ----------------- | --------- | -------------------------------------------------------- |
| Les données manquantes sont à compléter. |              |                   |           |                                                          |
| Janvier 2014                             | Avril 2014   | Michel Faure      |           | Adjoint au maire de L'Isle-sur-Serein                    |
| 16 avril 2014                            | Juillet 2020 | Claudie Champeaux | DVD       | Maire de Guillon                                         |
| 15 juillet 2020                          | En cours     | Xavier Courtois   | DVD       | Maire de Massangis, conseiller départemental (2015-2021) |

| Fonction                                                   | Identité            | Qualité                                            |
| ---------------------------------------------------------- | ------------------- | -------------------------------------------------- |
| 1er vice-président Finances                                | Stéphane Morel      | Maire de L'Isle-sur-Serein                         |
| 2ème vice-président Environnement                          | Clément Pointeau    | Conseiller municipal de la Mairie de Joux-la-Ville |
| 3ème vice-président Infrastructures                        | Pierre Noirot       | Maire de Sauvigny-le-Beuréal                       |
| 4ème vice-président Cadre de vie, santé et vie associative | Stéphane Bardoux    | Maire de Jouancy                                   |
| 5ème vice-président Enfance et écoles                      | Christophe Cheysson | Maire de Sainte-Vertu                              |
| 6ème vice-présidente Mutualisation                         | Sandra Picart       | Première adjointe de la Mairie de Joux-la-Ville    |
| 7ème vice-président Routes                                 | Jean-Michel Saban   | Conseiller municipal de la Mairie de Joux-la-Ville |

## Compétences
Les communes membres cèdent à l'intercommunalité certaines de leurs compétences. On distingue les compétences obligatoires et les compétences optionnelles.

### Compétences obligatoires
La communauté de communes est chargée de l'aménagement de l'espace communautaire. Cela couvre depuis l'élaboration des documents d'urbanisme jusqu'à l'équipement de ces territoires en moyens de communication.
Elle gère également le développement économique et touristique du territoire communautaire.

### Compétences optionnelles
Les communes cèdent également à l'ÉPCI la gestion de l'habitat (gestion du parc locatif de la communauté de communes, aménagement des centres-villes entre autres), de la voirie (création, entretien, aménagement), de l'environnement (gestion des déchets, assainissement), le domaine de la jeunesse et des sports, des loisirs et de la santé (construction d'équipements, gestion de la bibliothèque intercommunale de Noyers et d'équipements préexistants), de l'enseignement (équipements et transports scolaires) et de l'action sociale.

## Autres adhésions
La communauté de communes du Serein est membre fondateur du PETR du Pays Avallonnais, avec la communauté de communes Avallon-Vézelay-Morvan.